# Jean-Louis Treton
Pour les articles homonymes, voir Treton.
Jean-Louis Treton, dit Jambe d'Argent (8 mai 1770, Astillé - 27 octobre 1795, Quelaines), est, avec Jean Chouan, un des chefs de l'insurrection contre-révolutionnaire et royaliste qui s'est développée en Mayenne en 1793 et 1794.

## Biographie

### Origine
Il naquit en 1770 à la Closerie des Petits-Aulnais, à Astillé. Fils d'un paysan chargé de famille, Jean-Louis fut élevé chez des parents de sa mère. Son père était métayer et il est le second fils d'une famille qui compte 12 enfants .
À douze ans on l'employa comme berger dans une métairie ; mais l'enfant se blessa si grièvement à la jambe en voulant séparer deux taureaux qui se battaient qu'il lui devint impossible d'exercer cette profession, car il ne pouvait plus suivre les bestiaux dans les champs.
Il revint donc dans la chaumière paternelle, où sa blessure, mal soignée, ne fit que s'envenimer. Jean-Louis Treton, impropre à tout travail, fut obligé de prendre le bissac, le bâton du mendiant, et d'aller de porte en porte dans les métairies demander le pain de la charité. Presque toujours il était bien accueilli ; Treton s'efforçait d'ailleurs de reconnaître le bon accueil qu'il recevait en rendant quelques petits services, en se chargeant de quelques commissions, toujours remplies avec autant de fidélité que d'intelligence.

### Mendiant
Des personnes charitables, mesdames de Souvré, qui demeuraient dans ce canton, prirent intérêt au jeune mendiant. Elles voulurent le voir, lui parler, et ses réponses les frappèrent par leur bon sens et un discernement remarquables. Elles le firent entrer à l'hôpital d'Angers ; mais, au bout de six mois, on jugea sa plaie incurable et on le renvoya de nouveau à ses parents. Toutefois, avant son départ, les médecins ont protégé la plaie de l’infortuné en appliquant sur la jambe malade une plaque métallique. Cette plaque donne l'origine de son surnom.
Dans le bourg de Cossé, chaque dimanche après la messe, un marchand d'orviétan venait vendre son spécifique. On lui amena le pauvre estropié, le charlatan s'engagea à le guérir gratis, à condition que, pour prix de ses soins, l'enfant paraîtrait à côté de lui sur ses tréteaux. Mais au bout de quelques mois, qui n'apportèrent aucun espoir de guérison, le charlatan partit, abandonnant son malade qui dut reprendre son bâton et sa besace. Devenu plus âgé, Treton, à qui pesait l'existence de mendiant et qui cherchait sans cesse les moyens de gagner sa vie, voulut se faire colporteur et se mit à vendre quelques menues merceries. Mais il n'avait pas l'esprit du commerce et il donnait toujours sans bénéfice sa marchandise aux paysans qui l'avaient secouru dans sa misère. Bientôt, il abandonna ce petit négoce qui ne lui profitait pas et chercha une autre profession. Celle de batelier lui parut convenir à son état d'infirmité.
Âgé alors de dix-neuf ans, grand et robuste, quoique boiteux, il partit pour Angers afin de se livrer à ce genre d'occupation qui ne devait pas fatiguer sa jambe malade. Depuis ce moment, environ quatre ans se passèrent sans que ses parents entendissent parler de lui.

### La virée de Galerne
Mais le premier cri de guerre qui retentit aux oreilles du batelier boiteux suffit pour le révéler à lui-même, pour l'enflammer d'une irrésistible ardeur. Les Vendéens, dans leur expédition d'outre-Loire, en octobre 1793, viennent à traverser le pays. Treton va les joindre à Candé. Il se présente aux chefs; il demande un fusil. On lui refuse cette arme, la jugeant inutile dans les mains d'un boiteux. Sans se décourager, Jean Treton suit l'armée ; il arrive avec elle à Château-Gontier, où une affaire s'engage. Il s'élance dans les rangs des républicains et, avant la fin du combat, il a conquis sur l'ennemi le fusil refusé à son infirmité. Il fait avec les Vendéens toute cette fatale et glorieuse campagne. Il participe à la Virée de Galerne, atteint Granville, subit les défaites des Vendéens et leur retraite jusqu'à l'écrasement de la bataille de Savenay. Enfin, ce n'est qu'après la dispersion totale de l'armée qu'il revient dans son pays. C'est en 1794 qu'il revient à Astillé se cacher dans le bois de la Saudraie.

### La Chouannerie

#### 1794
Mais alors que les campagnes du Maine sont terrifiées par le spectacle de la catastrophe des Vendéens, il ranime par ses exhortations les courages abattus ; il promet des succès et des armes. Vers le commencement de 1794, il rassemble une petite troupe, formée en partie d'hommes qui, comme lui, avaient servi parmi les Vendéens, en partie de jeunes gens tout à fait inexpérimentés, au métier de la guerre.
À Nuillé-sur-Vicoin, le 6 avril 1794, il est présent comme chef du groupe de Chouans lors de la Bataille de la Châtaigneraie de la Bodinière (victoire des Chouans). Quelques jours après, des soldats venus de Laval, prennent possession du bourg de Nuillé-sur-Vicoin et établissent leur poste dans l'église. Les frères Herminier, le 13 avril suivant, jour du Dimanche des Rameaux, attaquent avec Jambe-d'Argent le détachement caserné dans l'église. Enthousiasmés par leur succès et ayant supposément bu plus que de raison, les bataillons de Jean Bezier et Noël Jamois s'en prennent alors au poste républicain local d'Ahuillé, mais l'opération, menée de façon désordonnée contre l'avis de Jambe d'Argent, se solde par un échec, les chouans ne réussissant pas à déloger les républicains de l'église où ils s'étaient retranchés. À la suite de ce combat où plusieurs Chouans perdirent la vie, , ou sont blessés comme Pierre Mongazon, Jean Bouvet et autres officiers municipaux de la commune, « repaire de Chouans », accusés de complicité avec eux, « sinon directement au moins par insouciance contre-révolutionnaire », sont « assuretés par mesure de sûreté ».

Dès les premières affaires, Treton, par son courage et son sang-froid, par la fermeté de son coup d'œil et son éloquence entraînante, y acquiert un tel ascendant sur ses compagnons que ces hommes le proclament unanimement pour leur chef. Bientôt, dans tous les environs de Laval, on cite le nom de Jambe-d'argent  comme celui d'un franc soldat et d'un vaillant capitaine.
C'est à Montchevrier que Jambe d'Argent fut nommé chef des Chouans du canton, le 22 avril 1794. Le bois voisin servit souvent de lieu de réunion à sa division. Le nouveau chef royaliste avait au plus vingt-quatre ans quand il fut investi du commandement .
Jambe-d'Argent, loin de se borner à une guerre de haies et d'embuscades, il attaqua souvent à découvert des colonnes républicaines supérieures aux forces royalistes. Les chouans, surtout dans le Maine et une partie de l'Anjou limitrophe, agissaient d'ordinaire par petites troupes, plutôt que par grandes masses. Du reste, ils affrontaient l'ennemi en face tout aussi bien que les Vendéens. Plus d'une fois il fit preuve, à l'égard des troupes républicaines, d'une certaine humanité.
Le 6 juillet 1794, l'Attaque du Poste d'Astillé, en sa paroisse natale, est effectuée : les Républicains s'étaient retirés dans l'église, qu'ils avaient crénelée et barricadée. Les Chouans, maîtres du reste du bourg, assiégeaient en vain l'église. Il est présent lors de l'attaque du poste d'Astillé avec Jean Bezier (défaite des Chouans) : 500 hommes. La précipitation d'un de ses capitaines, Noël Jamois dit Placenette, rend l'attaque inutile. Il faut la menace du sabre de Jambe-d'Argent pour empêcher Charles Harnois, dit Mousqueton de mettre le feu à l'église. Les Chouans perdirent plusieurs hommes.
À Parné-sur-Roc, le 7 juillet 1794, il est présent lors de l'attaque du poste (victoire des Chouans).

#### Jonction des forces
Jambe-d'Argent, le 28 septembre 1794, vient s'aboucher dans les murs du château de Champfleury en Arquenay avec Monsieur Jacques. C'est à la suite de cette  conférence, et du Combat de la Ramée que Jambe-d'Argent, encore convalescent, va s'entendre pour une action commune avec les Chouans de la rive droite de la Mayenne, au Château de la Jupelière. Àu Combat de la Ramée, le 29 septembre 1794, il est présent lors de l'attaque des Républicains à trois reprises (victoire des Chouans).

#### 1795
À Houssay, en 1795, il s'empare de 9 voitures de transport militaire qui avaient 200 hommes d'escorte (victoire des Chouans). Il y a 30 morts.
À Quelaines-Saint-Gault, en 1795, il est présent lors de procès de Salmon dit Dur-au-Feu, déserteur républicain devenu Chouan, pour trahison devant l'état-major des Chouans. Il est condamné à être fusillé. À Ampoigné, en mai 1795, il lance une attaque qui avait pour but d'empêcher les Républicains de récupérer du fourrage.
Jambe-d'Argent guerroyait ainsi depuis près de deux ans. Il avait repoussé tous les efforts de plusieurs généraux républicains.

### Une armée
Ses succès avaient prouvé en lui, outre un courage à toute épreuve, des talents innés et un instinct d'habile militaire qui, sur un plus grand théâtre, auraient pu faire du jeune paysan estropié un général célèbre. Il commandait à vingt-cinq paroisses et à 2 000 soldats, ; Marie Paul de Scépeaux de Bois-Guignot, Prosper Turpin de Crissé, Châtillon, de Dieuse, les plus nobles chefs royalistes, lui témoignaient une haute estime et avaient obtenu pour lui la croix de Saint-Louis  quand la mort vint l'arrêter dans sa carrière, à peine âgé de 25 ans.
Jambe d'Argent est mort dans un combat à Cosmes le 27 octobre 1795. Il inhumé de nuit dans le cimetière de Quelaines (actuelle place de l'église), enterré par le Père Joseph.

## Historiographie
Une grande partie des biographies de Jambe d'Argent repose sur l'ouvrage de Jacques Duchemin des Cepeaux, œuvre rédigée en 1825 à la demande de Charles X, et repris par de nombreux historiens. La gloire dont est entouré le personnage de Jambe d'Argent doit donc beaucoup à l'historiographie royaliste, et sa notoriété est finalement plus posthume qu'immédiate.

### Quatrevingt-Treize
Ses exploits ont servi à Victor Hugo pour son roman Quatrevingt-Treize:

« [...] Sachez d’abord que monseigneur le marquis, avant de s’enfermer dans cette tour où vous le tenez bloqué, a distribué la guerre entre six chefs, ses lieutenants ; il a donné à Delière le pays entre la route de Brest et la route d’Ernée ; à Treton le pays entre la Roë et Laval ; à Jacquet, dit Taillefer, la lisière du Haut-Maine ; à Gaullier, dit Grand-Pierre, Château-Gontier ; à Lecomte, Craon ; Fougères, à monsieur Dubois-Guy, et toute la Mayenne à monsieur de Rochambeau ; de sorte que rien n’est fini pour vous par la prise de cette forteresse, et que, lors même que monseigneur le marquis mourrait, la Vendée de Dieu et du Roi ne mourra pas. [...] »

## Source partielle
« Jean-Louis Treton », dans Louis-Gabriel Michaud, Biographie universelle ancienne et moderne : histoire par ordre alphabétique de la vie publique et privée de tous les hommes avec la collaboration de plus de 300 savants et littérateurs français ou étrangers, 2e édition, 1843-1865 [détail de l’édition]